# Pedro Varela
Pedro José Varela Olivera (Florida, 22 febbraio 1837 – Montevideo, 1906) è stato un politico uruguaiano.
È stato presidente dell'Uruguay dal 15 febbraio al 1º marzo 1868 e dal 22 gennaio 1875 al 10 marzo 1876.
| Controllo di autorità | VIAF (EN) 29146285469015372253 · BNE (ES) XX5592152 (data) |